# إقصاء أخلاقي
الإقصاء الأخلاقي هو عملية نفسية منطوية على إيمان أفراد مجموعة ما بتفوقهم وتفوق قواعد سلوكهم على الآخرين، إذ يميل هؤلاء إلى التقليل من شأن مجموعات مستهدفة معينة، وتهميشها، وإقصائها وحتى تجريدها من إنسانيتها. يجب التفريق بين الإقصاء النشط والإغفال. يتطلب الأول النية ويمكن اعتباره شكلًا من أشكال الظلم، ما يُعرف باسم الإقصاء الأخلاقي؛ بينما ينطوي الأخير على عدم التفكير في الآخرين وإغفالهم. ينظر هؤلاء الأفراد إلى المجموعات المستهدفة بوصفها غير مستحقة للحقوق والحماية الواجبة أخلاقيًا. عند تصاعد أطراف النزاع بين المجموعات، يزداد التحيز داخل المجموعة / خارج المجموعة بين هذه المجموعات. يمكن اعتبار العنف الشديد بين المجموعات إما سابقة للإقصاء الأخلاقي أو نتيجة له. يصبح الإقصاء الأخلاقي في حالته القصوى المتطرفة ظاهرة ثنائية الاتجاه من شأنها تحدي أصلها الدقيق.

## أمثلة
يضم الإقصاء الأخلاقي العديد من الحالات ذات الخطورة البالغة، مثل الحروب، والإبادة الجماعية والعبودية. تقع بعض الأمثلة الأخرى محلًا للجدل مثل الإجهاض، والهجرة وعقوبة الإعدام. يكمن جوهر هذه المسائل، على نحو ثابت، في القدرة على تحديد من يستحق الكرامات الإنسانية. في كل مثال، يمكن النظر في المعيار المستخدم بواسطة مجموعة أو مجتمع معين لإقصاء الآخرين بوصفه مشتقًا ثقافيًا. يشير هذا بدوره إلى أن المعايير المستخدمة في تحديد من يجب إقصاؤه داخل كل ثقافة قائمة على قيم محددة. يوجد عدد من الاختلافات بين هذه المعايير، لكن ترتبط جميعها بالسلطة داخل تلك الثقافة.
لا يوجد أي إطار أو وضع محصن ضد تهميش الأعضاء. على سبيل المثال، يمثل الإقصاء الأخلاقي أحد مجالات الدراسات الأكاديمية، لكن من الممكن رصد العديد من الأمثلة على هذه الظاهرة داخل الأوساط الأكاديمية نفسها. عمل آلن كولنسون في عام 2009 على تحليل الإقصاء الأخلاقي بين مسؤولي الأبحاث الجامعية. فحص التحليل تراجع مرتبة مسؤولي الأبحاث بين زملائهم الأكاديميين وخلصت نتائجه إلى خضوع مسؤولي الأبحاث لبُعد من الممارسات الإقصائية؛ على سبيل المثال، التصنيفات والعلامات السلبية. خضع أعضاء الطاقم الأكاديمي للتصنيف بشكل غير رسمي ومن خلال التوثيق بواسطة زملائهم والإدارة على حد سواء بوصفهم «أعضاء مساعدين» أو «أعضاء دعم»، ما يصغر بشكل جوهري من مهاراتهم وخبراتهم ويقلل من قيمتها. ظهر بُعد آخر للإقصاء الأخلاقي متمثل في التعامل مع مسؤولي الأبحاث على أنهم غير مرئيين من خلال استبعادهم من اللجان ذات الصلة البحثية كأعضاء أكاديميين فعليين أو من خلال عدم الاعتراف بوجودهم في اجتماعات هيئة الأعضاء الدورية.

### الإبادة الجماعية والحروب
الإبادة الجماعية هي الفعل المنطوي على إبادة مجموعات كبيرة من الأفراد عمدًا بسبب انتمائهم إلى مجموعة معينة. تمثل معاملة النازيين للشعب اليهودي في الحرب العالمية الثانية أحد أبرز الأمثلة الشائعة على الإبادة الجماعية. انتزع النازيون من الشعب اليهودي حقوقهم الأساسية من خلال إجبارهم على ترك منازلهم والانتقال إلى المعسكرات حيث عانوا من التجارب المطبقة عليهم، والتعذيب والقتل. بعد انتهاء الحرب في عام 1948، وُضعت اتفاقية منع جريمة الإبادة الجماعية والمعاقبة عليها. لا يمكن اعتبار الإبادة الجماعية من مخلفات الحرب التي عفا الزمن عليها، إذ سُجلت العشرات من حالات الإبادة الجماعية الموثقة في التاريخ منذ عام 1951؛ وما يزال العديد منها مستمرًا.
ينبع الصراع القائم على مدى قرون عدة بين الإسرائيليين والفلسطينيين من الإقصاء الأخلاقي. يمكن اعتبار كلا الطرفين مدانًا بإيمانه بأنه الشعب «المختار» والساكن الشرعي للأرض. يتسم كل من المجموعتين بالافتقار إلى التسامح مع معتقدات الآخر، وتقاليده حقوقه المتصورة في الأرض. نتيجة لذلك، يستمر الطرفان في خوض الحروب وقتل بعضهما البعض باستمرار نتيجة إيمان كل منهما بعدم امتلاك الآخر حقًا في الوجود.
في دول أفريقيا الوسطى الثلاث رواندا، وبوروندي وجمهورية الكونغو الديمقراطية، يوجد نزاع إقليمي على الموارد، والأرض والتفوق العرقي بين شعبي التوستي والهوتو. على الرغم من سياسة المصالحة الوطنية التي تحظر مناقشة الإبادة الجماعية لعام 1994 وتشجع استخدام التسمية الوطنية «رواندي»، عوضًا عن الفئات العرقية القديمة، ما تزال الاضطرابات المدنية مستمرة.

### العبودية
في التاريخ الأمريكي، آمن الآباء المؤسسون بتفوقهم على الأفارقة. يصف الباحثون المعاصرون، أمثال ميشال فوكو، هذه الحالة باعتبارها استعمار ثقافي. مع ذلك، كانت ممارسات الاختطاف القسري للأفارقة من منازلهم في ذلك الوقت من الأمور المبررة. حظيت هذه الأفعال بمصادقة ثقافية ومؤسساتية على حد سواء. أعطى نظامنا القانوني شرعية لهذه الممارسات. انتزع الأمريكيون الأوروبيون الذين استعبدوا الأفارقة في تاريخ الولايات المتحدة حقوق الإنسان الأساسية من العبيد الأفارقة من أجل إخضاعهم لأوامرهم. تعرض العبيد للضرب المبرح والمعاملة البعيدة عن الإنسانية. بعد إلغاء العبودية، حرمت أحكام عديدة مثل قوانين جيم كرو الأمريكيين الأفارقة من بعض الحقوق الأساسية والقدرة على الوصول إلى الأماكن العامة، إذ يرجع هذا إلى اعتقاد بعض الأمريكيين الأوروبيين بأن الأمريكيين الأفارقة غير جديرين بالمساواة معهم.

### المهاجرين
تشمل الأمثلة الأخرى على الإقصاء الأخلاقي وضع المهاجرين والطلاب غير الموثقين في الولايات المتحدة، بالإضافة إلى الأفراد الذين يشبهون المهاجرين. فيما يتعلق بالطلاب غير الموثقين، تضم هذه الفئة الأطفال المولودين في الولايات المتحدة لأبوين أجنبيين دخلا أراضي الولايات المتحدة بشكل غير قانوني. يُعتبر هؤلاء الطلاب مواطنين أمريكيين فعليين، لكنهم معرضون لخطر الترحيل أو منع دخولهم مدارس الولايات المتحدة بسبب افتقارهم الوثائق اللازمة. تظهر هذه المسألة في العديد من الولايات الأمريكية. تبرز ولاية أريزونا من بينها على وجه الخصوص، إذ أقر المجلس التشريعي للولاية قانون أريزونا «إس بي» 1070، الذي يمنح ضباط الشرطة الصلاحية اللازمة لإيقاف أي فرد عند الاشتباه بوجوده غير القانوني في الولايات المتحدة وطلب عرضهم لشهادة ميلادهم. وفقًا لاستقصاءات موخيرجي، ومولينا وآدامز في عام 2012، قد يكون الغرض من هذا التشريع احتواء الهجرة غير الشرعية، أو قد يكون بمثابة تصنيف عرقي مستخدم كأساس لاستبعاد حقوق فئات معينة من المواطنين الأمريكيين ممن يمتلكون مظهرًا مغايرًا للمجموعة العرقية المهيمنة. يمكن أيضًا رصد نوع آخر من الإقصاء الأخلاقي في معاملة الأفراد الموجودين داخل مدينة نيويورك. يمتلك ضباط الشرطة القدرة على إيقاف الأفراد، واستجوابهم وتفتيشهم دون سبب عند اعتبارهم «مريبي المظهر» بالنسبة لضباط الشرطة في المنطقة. يعتقد ضباط الشرطة بأن لديهم السلطة لانتهاك حقوق هؤلاء الأفراد من أجل تلبية معايير معينة في أقسامهم.

### السجن
في الولايات المتحدة الأمريكية، يحق لكل مواطن التمتع بحقوقه الأساسية (الحق في الحياة، والحرية والسعي وراء السعادة). مع ذلك، تمتلك وزارة العدل السلطة الشرعية للتحكم في جودة حياة السجناء وتغييرها. يُحرم الفرد المسجون من حريته، وخصوصيته، وحقه في التصويت؛ حتى من حقه في الحياة عند تعرضه لعقوبة الإعدام. يعتبر المجتمع أنه من المبرر حرمان السجناء من امتيازاتهم وحقوقهم الأساسية. منذ انتفاضة السجناء في سجن أتيكا في عام 1971، أدت إصلاحات السجون إلى تحسين ظروف السجناء، ما يجعل هذا التعليق التالي الصادر عن ذا نيشن في عام 1971 غير قابل للتصديق.
إن الحقيقة البديهية المتمثلة في اعتبار السجناء بشرًا ما تزال من الأمور غير المقبولة في المجتمع بعد. «نحن رجال!» هذا ما كتبه نزلاء سجن أتيكا في بيانهم الموجه إلى «الشعب الأمريكي». «نحن لسنا وحوشًا ولا ينبغي علينا التعرض للضرب أو الانقياد بهذا الشكل». كان على رأس قائمة «المطالب» الطلب البسيط بأن «يوفر المسؤولون الغذاء، والماء والمأوى الكافي لجميع النزلاء». شملت مطالب أخرى «العلاج الطبي المناسب»، و«برامج إعادة التأهيل الفعالة الواقعية»، و«حرية دينية حقيقية»، ووضع حد لما أسموه «الرقابة على الصحف، المجلات [و] الرسائل» و، بشكل صادق، «برنامج لتوظيف عدد معتبر من الضباط السود والمتحدثين بالإسبانية».

### عقوبة الإعدام
تمثل عقوبة الإعدام إحدى أبرز القضايا المثيرة للجدل. في النظام القضائي الأمريكي، قد تؤدي مجموعة من الجرائم الشائنة للغاية مثل الخيانة، والتجسس والقتل إلى عقوبة الإعدام. يُنظر إلى أولئك الذين يرتكبون جرائم منحرفة باعتبارهم غير جديرين بامتلاك مكان داخل حدود المجتمع الأخلاقي. وفقًا لهذا المنظور، يجب دفع ثمن النشاط الإجرامي الشائن عبر التنازل عن الحق في الحياة. يسبق إصدار مثل هذا الحكم ويبرر قرارنا بإعدام البشر. في أمريكا، يعتقد الجميع بأن القتل أمر خاطئ؛ لا ينبغي على البشر قتل بعضهم البعض، إلا أن الأفراد معرضون لعقوبة الإعدام عند قيامهم بأشياء من شأنها وضعهم مع المجموعة الخارجة المتطرفة. بالإضافة إلى ذلك، يعتقد البعض بأن عقوبة السجن المؤبد غير إنسانية.